# ديدرا ولاني يسرقون قطارا
ديدرا ولاني يسرقون قطاراً (بالإنجليزية: Deidra & Laney Rob a Train) فيلم كوميديا، دراما، وجريمة أمريكي. إخراج سدني فريلاند، وبطولة آشلي موراي، ريتشيل كرو، تيم بليك نيلسون، ديفيد سوليفان، دانييل نيكوليت، وساشر زاماتا.
عرض الفيلم لأول مرة في مهرجان سندانس للأفلام في 23 يناير، 2017، وعرض حول العالم على نتفليكس في 17 مارس، 2017.

## الإنتاج

### التصوير
بدأ تصوير الفيلم في يوليو، 2016، في يوتا. وصورت مشاهد سكك الحديد في مدينة هيبر.

## وصلات خارجية
- الموقع الرسمي
- ديدرا ولاني يسرقون قطارا على موقع IMDb (الإنجليزية)
- ديدرا ولاني يسرقون قطارا على موقع ميتاكريتيك (الإنجليزية)
- ديدرا ولاني يسرقون قطارا على موقع روتن توميتوز (الإنجليزية)
- ديدرا ولاني يسرقون قطارا على موقع نتفليكس (الإنجليزية)
- ديدرا ولاني يسرقون قطارا على موقع ألو سيني (الفرنسية)
- ديدرا ولاني يسرقون قطارا على موقع Turner Classic Movies (الإنجليزية)
- ديدرا ولاني يسرقون قطارا على موقع أول موفي (الإنجليزية)
- ديدرا ولاني يسرقون قطارا على موقع فيلمافينيتي (الإسبانية)
- ديدرا ولاني يسرقون قطارا على موقع قاعدة بيانات الفيلم (الإنجليزية)
- ديدرا ولاني يسرقون قطارا على موقع ليتربوكسد (الإنجليزية)